# Maruja Mallo
Pour les articles homonymes, voir Mallo.
Maruja Mallo (à l’état civil Ana María Gómez González, Viveiro, province de Lugo, 1902 - Madrid, 1995) est une peintre, dessinatrice, illustratrice et enseignante espagnole. 
Les jeunes années de Maruja Mallo furent marquées par son appartenance à une famille nombreuse et par les continuels changements de résidence de la famille, circonstances contribuant à forger son caractère indépendant, sociable et universel. Elle suivit une formation artistique, d’abord à Avilés, dans les Asturies, puis à Madrid, où elle entra en contact avec les artistes, écrivains et cinéastes d’avant-garde de la Génération dite de 27 (Dalí, Buñuel, García Lorca, entre autres). Ayant bientôt rejoint les rangs de ce mouvement (et aussi de sa section féminine, Las Sinsombrero), elle joua un important rôle catalyseur au sein de l’avant-garde espagnole. Dans la décennie 1920, elle collabora comme illustratrice à de nombreuses publications littéraires, dont notamment Revista de Occidente, que dirigeait Ortega y Gasset ; celui-ci organisa pour elle en 1928, dans les salons de la revue, sa première véritable exposition, intitulée Verbenas y Estampas, série de tableaux relevant du réalisme magique théorisé par Franz Roh. Lors d’un séjour à Paris en 1932, elle fréquenta le groupe surréaliste et exposa une collection de tableaux intitulée Cloacas y Campanarios, qui impressionna Breton. De retour en Espagne, elle assuma, parallèlement à son travail artistique, des fonctions d’enseignante, et s’engagea aux côtés de la jeune République espagnole, en particulier dans les Missions pédagogiques, ce qui la ramena dans sa Galice natale. À l’éclatement de la Guerre civile, elle s’enfuit au Portugal, où elle fut recueillie par son amie Gabriela Mistral, puis s’embarqua vers Buenos Aires pour un exil de 25 ans. En Argentine, elle s’intégra dans le milieu intellectuel local, par des expositions, des conférences et des contributions comme illustratrice. Tandis qu’elle voyageait beaucoup et que des expositions de ses œuvres se succédaient à Paris, au Brésil et à New York, son art évolua du constructivisme (qui déjà en Espagne avait fait suite à sa période surréaliste), avec ses ordonnances géométriques, vers une peinture plus colorée et plus lumineuse, sous l’emprise d’un plus grand engagement social et du besoin de mettre l’être humain au centre de l’inspiration. Toujours en Argentine, elle aida à réaliser la scénographie de quelques pièces d’Alfonso Reyes et exécuta une commande de peinture murale dans un cinéma (démoli depuis lors) de Buenos Aires. Elle quitta définitivement l’Amérique en 1965 et, ayant élu domicile à Madrid, tenta d’y reconstruire une notoriété. 
La carrière artistique de Maruja Mallo s’est déployée en plusieurs étapes, incarnée chacune par une série d’œuvres ou par une exposition, et sous-tendue par une doctrine. On distingue ainsi principalement : la période du réalisme magique (exposition Verbenas y Estampas de 1928, tableaux foisonnants et rutilants, composition sur le mode du collage, avec des pointes de satire sociale) ; sa période surréaliste (série Cloacas y Campanarios de 1932, objet d’une exposition à Paris, caractérisée par son monochromatisme, une esthétique du sordide et de la marginalité, décors de banlieue) ; sa période constructiviste (série Architectures minérales et végétales, début des années 1930, abstractions à partir d’éléments naturels visant à appréhender l’ordre géométrique interne de la nature, palette restreinte, période se prolongeant par la série Constructions rurales, 1933, clichés architectoniques de fruits et fossiles, au caractère constructiviste marqué) ; et un retour au figuratif (fin de la décennie 1930, séries La religión del trabajo et Cabezas de mujer, se focalisant à nouveau sur la figure humaine, en l’espèce les travailleurs de la mer et de la terre ou épures de visages de femme, se signalant par leur intensité poétique et un registre épique, marquant un certain retour au réalisme magique, mais maintien de la composition rigoureuse selon des principes constructivistes et classiques, ordonnances harmoniques et configuration symétrique, créant une impression héraldique). À signaler enfin une période dite cosmique après son retour en Espagne dans les années 1960.

## Biographie

### Jeunes années
Maruja Mallo était la quatrième enfant de la fratrie de quatorze enfants qu’eurent les époux Gómez-González. Le père, Justo Gómez Mallo, fonctionnaire des douanes, était d’origine madrilène, et la mère, María del Pilar González Lorenzo, était d’ascendance galicienne. Maruja, de même que son frère cadet, le sculpteur Cristino Mallo (né à Tuy en 1905), utilisera comme nom d'artiste le deuxième patronyme paternel. 
Aussi l’enfance de Maruja Mallo fut-elle marquée par son appartenance à une famille nombreuse et par les continuels changements de résidence au gré des mutations du père. Il est probable que ces circonstances aient contribué à déterminer son caractère indépendant, sociable et universel. Cependant, après la naissance du frère Cristino, la famille s’établit durablement à Avilés, dans les Asturies, de 1913 à 1922. C’est là qu’elle commença à manifester ses dons artistiques en copiant des illustrations et des gravures dans les principales revues de l’époque, ce qui finit par attirer l’attention de son père. Celui-ci, voulant lui donner une formation artistique, la fit inscrire à l’École des arts et métiers d’Avilés, en même temps qu’il lui payait des cours particuliers. C’est aussi dans cette ville qu’eut lieu sa première apparition en public, à la IIe Exposition d’art avilésien, avec quatorze œuvres de sa main,. Elle se lia d’amitié avec le peintre avilésien Luis Bayón, lequel s’inscrira plusieurs années plus tard à l’Académie royale des beaux-arts Saint-Ferdinand à Madrid, avant de quitter l’Espagne à destination de Paris.
En 1922, à l’âge de vingt ans, et à l’occasion d’un nouveau déménagement de la famille, cette fois vers Madrid, Maruja Mallo s’inscrivit elle aussi à l’académie San Fernando (comme le fera à son tour son frère Cristino à partir de 1923), où elle poursuivit ses études jusqu’en 1926, tout en fréquentant également, de 1924 à 1926, en compagnie de Salvador Dalí et de José Moreno Villa, les cours de dessin à l’Académie libre de Julio Moisés, — à noter du reste qu’elle fut la seule femme à réussir en 1922 le sévère examen d’entrée à l’académie San Fernando, institution très majoritairement masculine. Dans la capitale espagnole, son frère Justo, chimiste de profession, l’introduisit dans les cercles de jeunes étudiants et intellectuels qui se réunissaient au Gran Café de Oriente, où il lui sera donné d’être la commensale de Rafael Barradas et de Salvador Dalí. Par leur intermédiaire, elle entra en contact avec les artistes, écrivains et cinéastes de la Génération de 27, notamment José Bergamín, Alberto Sánchez, Benjamín Palencia, Francisco Bores, Luis Felipe Vivanco, Concha Méndez, Ernesto Giménez Caballero, Gregorio Prieto, Federico García Lorca, Margarita Manso, Luis Buñuel, María Zambrano et l’écrivain Rafael Alberti, avec qui elle eut une liaison, qui dura jusqu’à ce qu’il fasse la rencontre de María Teresa León. Maruja Mallo rejoignit ce mouvement, plus spécialement le groupe féminin de la Génération de 27 connu sous le nom de Las Sinsombrero (littér. les Sans-chapeau), où elle lia amitié en particulier avec Concha Méndez et Josefina Carabias. Dalí la qualifiera de « mi ange, mi crustacé »,.
En juin 1926, la députation provinciale de Lugo lui accorda une bourse d’études de peinture, qui sera rehaussée dans les années suivantes. En 1927, elle passa une saison à Tenerife, où elle peignit quelques-uns de ses premiers tableaux conservés, comme La Femme à la chèvre (La mujer de la cabra), œuvre représentative de cette période, et où sont évoqués le ciel et la lumière des îles Canaries.

### Débuts dans la carrière artistique et premières expositions
À l’été 1927, son frère Cristino et elle eurent une exposition à la Feria de Muestras de Gijón, la première en date de Maruja Mallo, où elle exposa une série de peintures à l’huile ainsi qu’un ensemble d’estampes aux thèmes variés (Verbenas, El mago, Elementos de deporte, La isleña, soit : Fêtes nocturnes, le Mage, Éléments de sport et la Canarienne), que l’on peut considérer comme une répétition générale de l’exposition de l’année suivante à Madrid.
En 1927, année où décéda sa mère, Maruja Mallo s’investit activement dans la première école de Vallecas, mouvement plastico-poétique animé par le sculpteur Alberto Sánchez Pérez et le peintre Benjamín Palencia, école qui fut avant tout un style et une attitude, dont l’objectif était de concilier avant-garde et identité espagnole.
Dans la décennie 1920, elle collabora à de nombreuses publications littéraires, dont notamment Revista de Occidente, La Gaceta Literaria, Almanaque Literario, Meseta, Silbo, Alfar, la revue cubaine Avance etc., et réalisa le frontispice de plusieurs livres.
José Ortega y Gasset, qui connaissait ses tableaux, organisa pour elle en 1928, dans les salons de la revue Revista de Occidente, sa première véritable exposition, intitulée Verbenas y Estampas, qui connut un grand succès et devint un événement culturel à Madrid. Y étaient exposées dix peintures à l’huile représentant des villages inondés de soleil, des toreros et des manolas (femmes du peuple en tenue traditionnelle), ainsi que des estampes en couleur figurant des machines, des événements sportifs et des cinémas du début du siècle. À cette époque, la peinture de Maruja Mallo suivait la ligne de la Nouvelle Objectivité ou du réalisme magique, tel que théorisés par Franz Roh dans un livre de même titre paru en 1925. 
En 1929, elle réalisa ses célèbres Figuras de Guiñol (Figures de Guignol) et Colorín Colorete, au total 22 dessins et vignettes renvoyant à des thèmes populaires et figurant des personnages imaginaires créés par le peuple, archétypes incarnant chacun telle qualité physique, intellectuelle ou morale. En septembre 1929 se tint au casino de San Sebastián l’Exposition d’architectures et peintures modernes, avec des œuvres de Francisco Cossio, de Juan Gris, de Manuel Ángeles Ortiz, de Joan Miró, de Francisco Bores, d’Alfonso Ponce de León et de Maruja Mallo, mais aussi avec des conférences de Moreno Villa et un récital de Rafael Alberti. En automne de la même année, elle participa avec Dalí, García Lorca, Vázquez Díaz, Marino Antequera et Nicolás Rodríguez Blanco à l’Exposition régionale d’art moderne organisée par le Syndicat d’initiative national dans la Casa de los Tiros de Grenade. Elle prit part, aux côtés de Pepe Caballero, à la farce Retablillo de don Cristóbal, projet théâtral gracieux mais irrévérencieux de García Lorca.

### Décennie 1930 et Deuxième République espagnole

#### Collaboration avec Alberti et séjour à Paris
Maruja Mallo collabora intensément avec Alberti jusqu’en 1931 ; de ce travail en commun attestent les décors du drame Santa Casilda (1930) et La pájara Pinta (publié en 1932) et portent témoignage des livres d’Alberti comme Yo era un tonto y lo que he visto me ha hecho dos tontos (de 1929) et Sermones y moradas (de 1930), illustrés par Maruja Mallo. Dans ces mêmes années, elle peignit la série Cloacas y Campanarios (littér. Cloaques et Clochers), selon les préceptes de l’école de Vallecas dont les chefs de file étaient Alberto Sánchez, Benjamín Palencia, Gregorio Prieto, Arturo Souto, Rodríguez Luna et Eduardo Vicente, et à laquelle elle appartenait.
En 1932, elle obtint une bourse de la Junta de Ampliación de Estudios (Commission d’extension des études, en abrégé JAE) pour un séjour à Paris, où elle fit connaissance avec René Magritte, Max Ernst, Joan Miró et Giorgio De Chirico et participa aux réunions autour d’André Breton et de Paul Éluard. Sa première exposition à Paris se tint à la galerie Pierre Loeb en 1932, laquelle exposition marqua le début de sa période surréaliste ; son art s’était en effet radicalement transformé entre-temps, et avait atteint une grande maîtrise, à telle enseigne qu’André Breton lui-même fit acquisition en 1932 du tableau intitulé Espantapájaros (littér. Épouvantail), œuvre créée en 1929, peuplée de spectres, et considérée aujourd’hui comme l’une des œuvres majeures du surréalisme. Une amitié se noua bientôt entre Maruja Mallo et André Breton, et de là entre elle et Jean Cassou ; en outre Breton la mit en contact avec Picasso, Joan Miró, Louis Aragon, Jean Arp, René Magritte et avec le collectif Abstraction-Création, dont faisait partie Joaquín Torres García.

#### Retour à Madrid
Maruja Mallo s’en revint à Madrid en 1933, sans desserrer ses liens avec l’avant-garde et en continuant à participer à des expositions internationales : à Copenhague, dans la galerie Charlottenborg, en septembre 1932, pour la Sociedad de Artistas Ibéricos (SAI), association où elle s’était mise à jouer un rôle actif ; ensuite dans la galerie Flechtheim à Berlin, en décembre 1933, puis encore en février 1936 ; et à nouveau Paris. À ce moment, elle avait acquis une notoriété telle que le gouvernement français fut porté à lui acheter un de ses tableaux en vue de l’exposer au Musée national d'Art moderne. 
Commença alors une période de son parcours artistique où son intérêt allait désormais se porter sur l’ordre géométrique interne de la nature. Elle rejoignit le Grupo de Arte Constructivo dirigé par l’Uruguayen Joaquín Torres García, tandis qu’un tournant très marqué s’opérait dans son œuvre : délaissant les traditions festives d’antan, elle se tournait à présent vers le monstrueux et le scatologique, et montrait une attitude agressive et destructrice, mais à laquelle succédera bientôt un désir d’édification d’un monde neuf, l’artiste portant maintenant son attention vers la nature et la « religion du travail », aux travaux de la mer et de la terre. C’est ainsi que naquit sa série Naturalezas Vivas (Natures vivantes), sous l’influence notamment de l’artiste et essayiste roumain Matila Ghyka. De ces influences surgiront de nouveaux postulats, qui se répercuteront sur sa trajectoire artistique ultérieure et auxquels donneront forme les ébauches de ses céramiques, ses portraits bidimensionnels (c’est-à-dire de face et de profil, en juxtaposition) et les natures mortes qu’elle produira pendant son exil.

#### Engagement républicain
En 1932, engagée aux côtés de la République espagnole, Maruja Mallo assuma une triple fonction d’enseignante : comme professeure de dessin à l’Institut d’Arévalo (où elle devint titulaire de la chaire de dessin), à l’Instituto-Escuela de Madrid, et à l’École de céramique de Madrid, à l’intention de laquelle elle créa une série de plats (aujourd’hui disparus) — à noter qu’elle avait auparavant étudié les mathématiques et la géométrie, en vue d’employer ces connaissances dans l’art de la céramique.
Elle fit la rencontre de l’écrivain Miguel Hernández, avec qui elle commença une liaison. Ensemble, ils conçurent le drame Los hijos de la piedra (littér. Les Fils de la pierre), inspiré des événements de Casas Viejas et des Asturies de 1934 ; et c’est à l’influence de Maruja Mallo que l’on doit les quatre compositions que le poète tira de El rayo que no cesa (littér. l’Éclair qui ne cesse pas), sous le titre de Imagen de tu huella.
En 1934, elle se remit à frayer avec Pablo Neruda, qu’elle avait connu à Paris. Au cours de l’année 1935, elle prépara la scénographie et les figurines de l’opéra de Rodolfo Halffter, Clavileño, qui cependant, en raison du déclenchement de la Guerre civile, ne sera jamais représentée. À partir de 1936 commença sa période constructive, tandis qu’elle continuait d’exposer avec les peintres surréalistes à Londres et à Barcelone. Elle participa comme enseignante aux Missions pédagogiques, projet parrainé par le gouvernement républicain, ce qui la ramena dans sa terre natale, la Galice, où la Guerre civile la surprendra peu de mois plus tard. En mai 1936, sa troisième exposition individuelle, organisée par ADLAN, groupe d’artistes catalan, se tint au Centro de Estudios e Información de la Construcción, Carrera de San Jerónimo, à Madrid, avec la série des seize tableaux de Cloacas y Campanarios, la série de douze œuvres des Arquitecturas minerales y vegetales, et treize dessins de Construcciones rurales, que la Librería Clan publiera en 1949 sous forme d’ouvrage, avec une préface de Jean Cassou. Elle mit sur pied vers la même époque, avec Àngel Planells, une exposition surréaliste internationale dans les New Burlington Galleries de Londres.
En Galice, sa région natale, elle se mit à créer ses tableaux de la série Agua (Eau), qui mettaient en images les messages de la mer (titre d’une future série), sous forme de filets de pêche et de poissons, avec emploi de minéraux, en teintes argentées et bleu.
À l’éclatement de la guerre civile espagnole en 1936, Maruja Mallo s’enfuit au Portugal, où elle fut recueillie par Gabriela Mistral, qui était alors ambassadrice du Chili au Portugal. La totalité de son œuvre céramique de cette période sera détruite durant la guerre civile. Peu après, son amie Gabriela Mistral l’aida à se transporter à Buenos Aires, où elle avait été invitée par une association locale, l’Asociación de Amigos del Arte, à venir prononcer à Montevideo, puis à Buenos Aires, une série de conférences portant sur la thématique populaire dans les arts plastiques espagnols, série intitulée « Proceso histórico de la forma en las artes plásticas » — amorce de son long exil en Argentine qui, à compter de 1937, allait se prolonger sur 25 ans,.

### Exil en Argentine
L’Argentine, et l’Amérique en général, fut pour Maruja Mallo une grande révélation. Elle se mit à remplir ses œuvres de couleurs en accentuant leur côté onirique, cosmique et ésotérique. Tout en continuant de peindre, et donnant parallèlement des cours, elle cultiva ses amitiés, entre autres avec Pablo Neruda, et s’intégra dans le milieu intellectuel argentin, entretint des contacts avec Ramón Gómez de la Serna, Oliverio Girondo, Angel Garma, María Rosa Oliver etc., et mena une vie sociale fort active, prononçant des conférences et montant des expositions. Bénéficiant d’une prompte reconnaissance, elle collabora à la célèbre revue d’avant-garde Sur, à laquelle contribuait également Jorge Luis Borges, conçut des objets de décoration pour la maison Compte, et travailla comme illustratrice pour la revue Atlántida, appartenant au groupe d’éditeurs de Constancio Vigil, avec qui elle restera en relation d’amitié jusqu’à la mort de celui-ci en 1954.
Voyageant beaucoup, partageant sa vie entre l’Uruguay et Buenos Aires, elle ne cessa néanmoins de dessiner et de peindre. En même temps, des expositions de ses œuvres se succédaient à Paris, au Brésil et à New York. Ses premières œuvres produites en Argentine, continuations de la voie inaugurée avec Sorpresa del trigo (littér. Surprise du froment), furent Arquitectura humana, Canto de espigas (littér. Chant des épis) et Mensaje del mar (littér. Message de la mer). Son style pictural évolua du constructivisme vers une peinture plus originale, plus claire et plus lumineuse, sous l’emprise d’un plus grand engagement social et du besoin de mettre l’être humain au centre de l’inspiration. C’est ainsi qu’elle mit en chantier sa précieuse série Marine, harmonies lunaires en teintes argentées et grises, suivie de la série Terrestre, où un autre thème de cette époque, le soleil, trouvera à s’exprimer, par des harmonies cette fois solaires, en coloris ocres et dorés, et enfin de la série des Máscaras (littér. Masques), pour laquelle Maruja Mallo s’était directement inspirée des cultes syncrétiques des Amériques,.
En août 1937, Maruja Mallo envoya au journal La Vanguardia de Barcelone un texte intitulé « Relato veraz de la realidad de Galicia » (littér. Récit véridique de la réalité de Galice), où elle livra un long récit des faits auxquels elle avait assisté durant la Guerre civile en Galice et une chronique de la tragédie qui avait désolé sa patrie, et où elle exposa les raisons de son exil volontaire.
En 1938, Alfonso Reyes, ami de Maruja Mallo et alors ambassadeur du Mexique en Argentine, sollicita sa collaboration pour la mise en scène de son œuvre théâtrale Cantata en la tumba de Federico García Lorca, avec une musique du compositeur Jaume Pahissa et la collaboration spéciale de l’actrice Margarita Xirgu, amie de García Lorca. La pièce eut sa première le 2 août 1938 au théâtre Smart de Buenos Aires et fut un motif de grande satisfaction pour Maruja Mallo. Elle restera aux côtés de Reyes jusqu’en 1938, date où il s’en retourna au Mexique.

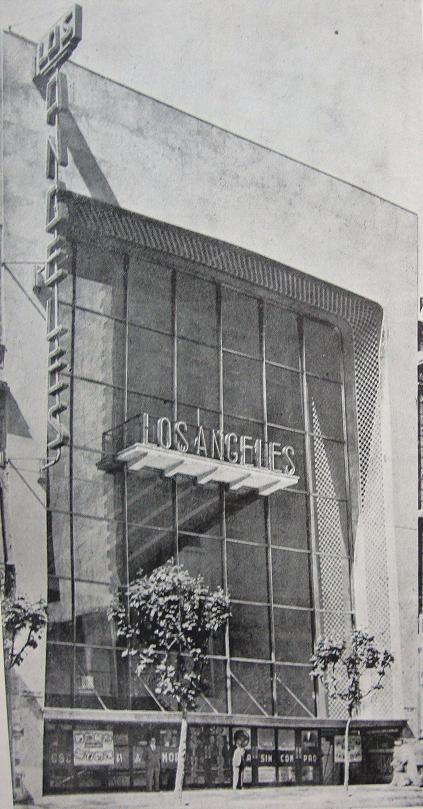
Façade du cinéma disparu Los Ángeles à Buenos Aires (1946).

En 1939, elle se rendit à Santiago du Chili pour y prononcer un cycle de conférences, ce qu’elle mit à profit pour visiter Valparaíso. Le Museo del Dibujo y la Ilustración de Buenos Aires acquit d’elle pour ses collections deux temperas sur papier, figurant des animaux mi réels, mi fantastiques. À l’âge de 37 ans, elle fit paraître le livre Lo popular en la plástica española a través de mi obra (littér. l’Élément populaire dans la plastique espagnole à l’exemple de mon œuvre, 1939), et commença à peindre plus particulièrement des portraits de femmes, dont le style apparaît précurseur du pop art américain. En 1940, elle entreprit un nouveau voyage à Montevideo et visita les plages atlantiques de Punta del Este et de Punta Ballena.
En 1942 parut un ouvrage regroupant des textes de l’artiste, intitulé Maruja Mallo et doté d’une note d’introduction de Ramón Gómez de la Serna. En 1945, elle voyagea vers le Chili, et se rendit à Viña del Mar et à l’île de Pâques, en compagnie de son ami Pablo Neruda, en quête d’inspiration pour répondre à une commande portant sur une peinture murale à réaliser dans le cinéma Los Ángeles de Buenos Aires, qui allait être inauguré en octobre de cette même année (mais qui a été démoli depuis lors). Le 11 octobre 1948, elle monta une exposition à la galerie Carroll Carstairs de New York, puis en 1949 quitta l’Argentine pour se fixer à New York. En mars 1950, elle exposa à la Galerie Silvagni à Paris et en 1959 à la galerie Bonino de Buenos Aires. 
À cette époque, sa peinture avait continué à évoluer, tant sur le plan formel que conceptuel ; à la vitalité qui caractérisait autrefois ses verbenas, à la nature festive et ornementale de ses premières œuvres, avait succédé à présent une plus grande sévérité dans la composition, les ordonnances géométriques s’imposant désormais comme une constante dans son œuvre plastique.
Maruja Mallo avait eu jusque-là en Argentine une vie sociale et culturelle agitée, mais entre 1945 et 1957, elle mena une existence plus retirée et discrète, ses apparitions publiques et ses expositions se faisant plus rares, avec de notoires escapades aux États-Unis. Avec l’arrivée au pouvoir de Perón, elle s’était à nouveau sentie prisonnière, et décida alors de vendre nombre de ses œuvres au joaillier Samuel Malá, qui les exposera dans ses bijouteries de Buenos Aires, du Chili, de Paris et de New York. Parallèlement, son œuvre aussi traversa une période de silence, que seulement en 1951 sa participation à la Ire Biennale hispano-américaine d’art à Madrid viendra interrompre. Finalement, en 1962, elle rentra à Madrid, au départ de New York, retrouvant son Espagne natale au bout de 25 ans d’exil.

### De retour en Espagne
Maruja Mallo revint une première fois à Madrid en 1961, à l’occasion d’une rétrospective de son œuvre organisée à la galerie Mediterráneo, mais ce ne sera qu’en 1965 qu’elle quittera définitivement l’Amérique. Celle qui avait été l’une des grandes figures du surréalisme de l’avant-guerre était devenue une quasi inconnue dans son pays natal et n’y avait plus guère de vie publique ; cependant elle réussit à se reconstruire une renommée, et notamment se remit bientôt à dessiner le frontispice de la revue Revista de Occidente. Commença alors une nouvelle période de sa trajectoire artistique, que les historiens de l’art ont nommée sa période « cosmique », et où elle s’employa à recréer la nature sud-américaine, dans des œuvres dont les plus importantes sont : Agol (1969), Geonauta (1975) et Selvatro (1982).
Plus tard encore, en 1979, à présent âgée de 77 ans, mais ayant conservé ses anciennes fraîcheur et vitalité, elle entama son ultime période picturale, incarnée par la série Los moradores del vacío (littér. les Résidents du vide).

## Œuvre
La trajectoire artistique de Maruja Mallo se laisse subdiviser en plusieurs périodes distinctes, dont chacune est sous-tendue par telle doctrine artistique particulière et s’incarne dans telle série d’œuvres (et souvent dans une exposition afférente). La succession des périodes correspond dans quelques cas à un mouvement de va-et-vient entre profusion baroque et sobriété héraldique, entre figuratif humain et constructivisme abstrait, entre statisme et dynamisme, entre monochromatisme et palette généreuse.

### Première exposition:VerbenasetEstampas
Impressionné par l’œuvre de Maruja Mallo, Ortega y Gasset, fondateur de la prestigieuse revue Revista de Occidente, mit sur pied en 1928 la première véritable exposition personnelle de l’artiste dans les salons mêmes de la revue. Les tableaux exposés apparaissent comme des espaces baignés de lumière et de couleurs, peuplés de figures de manolas (type populaire féminin), de toreros, de prêtres, de rois, de militaires, de bourgeois etc., souvent caricaturées. L’exposition comprenait 30 œuvres, regroupées originellement en deux séries :
- les Verbenas : quatre peintures à l’huile constituent cette série consacrée aux fêtes madrilènes, dont fait partie le tableau La Verbena. Au point de vue formel, les Verbenas (la verbena est une fête populaire nocturne, à l’allure de fête foraine, typique de Madrid) sont conçues comme un assemblage scénographique de fragments d’images, à la façon de collages, où apparaissent pêle-mêle les traditions populaires, l’ancienne société caduque et la société nouvelle, les idéaux de l’avenir, et la magie[3]. Dans ces compositions bariolées, expressions de la vision du monde personnelle de l’artiste, celle-ci peint des scènes baroques, apparemment dénuées de toute logique, où les motifs se multiplient, produisant un tourbillon de lignes et de sensations. S’y côtoient, autour des protagonistes principaux, tous les éléments typiques des fêtes populaires à Madrid (baraques foraines, tête de Turc etc.), à côté d’autres personnages plus étranges, comme le géant cyclopéen, le moine jouissant d’une des attractions, ou la figure aux pieds difformes et à la guitare dans le dos qui demande l’aumône. Dans les Verbenas, l’espace est tout entier saturé de gens et de choses diverses, et imprégné d’une atmosphère pleine de surprises magiques et de messages, à quoi s’ajoute une fine satire, dans laquelle s’exprime le sens critique pointu propre à l’artiste. Ces tableaux au chromatisme rutilant présentent, en tant qu’ils donnent forme au sentiment de l’absurde, une allure indéniablement surréaliste[17].
- les Estampes : ces tableaux peu colorés prennent pour motifs les innovations urbaines du début du siècle : gratte-ciel, machines, vitesse, cinéma etc. La série des Estampas se décompose comme suit : Estampes populaires (s’inscrivant dans la ligne des foires et des fêtes, elles montrent des balcons donnant sur la mer, des tavernes, des épiceries, des passages à niveau) ; Estampes sportives (par lesquelles Maruja Mallo rend hommage au sport, phénomène découvert peu avant, dans la décennie 1920, symbole moderne de l’idéal physique, du dynamisme et de l’indépendance féminine, et qui prolongent les tableaux analogues peints auparavant par Mallo, comme Ciclista de 1927 ou Elementos de deporte de 1927 ; Estampes de machines et de mannequins (évocations de l’époque romantique, satires de figures anachroniques : messieurs et dames en crise, déteintes, sous atmosphère de naphtaline et d’ordonnances médicales, apparaissant aux balcons de l’opéra et dans les salons, ou gisant oubliées dans des villégiatures d’hiver) ; Estampes d’intérieurs lugubres (peuplées de messieurs et de dames au corps tronqué, soutenu par des armatures orthopédiques, mais toujours en tenue de cérémonie, portant postiches, dentiers etc., ou de ces mannequins coutumiers de toutes les villes, éberlués par le phénomène de la vitesse, subissant les soubresauts des machines) ; et Estampes cinématiques (sensations visuelles nées de l’effet de simultanéité que produit le dynamisme de la rue, images figurant des places frappées de terreur, des ensembles mécaniques reliés entre eux mais discordants, mettant en scène machines, gratte-ciel, êtres, enseignes lumineuses, le tout s’entremêlant avec quelques funestes événements tirés de la vie quotidienne des villes)[18],[19].

Verbenas et Estampas peuvent être vues comme une déclaration d’intention de son projet esthétique, centré sur le désir de faire la jonction entre la modernité de son époque et la tradition populaire espagnole. En effet, Maruja Mallo, si elle avait certes bien assimilé toute la vague de modernité plastico-sociale de l’avant-garde européenne, s’attachait en même temps à la fusionner avec « lo popular », ce terme devant s’entendre comme le substrat culturel authentiquement espagnol, dont le phénomène madrilène de la verbena peut faire figure de parangon. Il s’agit d’un art nouveau, en rupture avec le régionalisme alors dominant, dans la forme autant que dans l’intention, et se prévalant d’une esthétique nouvelle, proche de l’Art déco ; tandis qu’elle fusionnait les différentes avant-gardes, Maruja Mallo les popularisait, dans un alliage et une perspective utopiques, en accord avec son époque, qui s’imaginait que le nouvel art et les artistes eussent le pouvoir de changer le monde — façon de procéder théorisée dans le concept de réalisme magique par le critique allemand Franz Roh dans Nach-Expressionismus. Magischer Realismus. Probleme der neuesten europäischen Malerei, ouvrage diffusé en Espagne en 1927, en traduction espagnole, par la Revista de Occidente.
Alors que les Verbenas évoquent un univers populaire débordant de vie, les Estampas pourraient être classées dans le genre de la nature morte, attendu qu’ils montrent des groupements d’objets hétérogènes qui, thématiquement, se restreignent aux motifs pouvant se prêter à une représentation allégorique des temps nouveaux et à la mise à nu de la décadence d’une époque passée. La contemporanéité est figurée ici par la mode, le sport, les véhicules à moteur, les paquebots transatlantiques, les aéroplanes, etc., tandis que le passé est évoqué par le biais de mannequins sans visage, affublés de toupets et de moustaches. En dépit du statisme inhérent au genre de la nature morte, les Estampas sont doués d’un mouvement vibrant résultant de la fragmentation des images, de leur apparent chaos, et de l’effet dynamique de compositions où la diagonale est un recours actif sans cesse présent.
L’exposition de la Revista de Occidente marqua un jalon dans le parcours artistique de Maruja Mallo. Pour elle, qui connaissait nombre de personnalités, culturelles ou autres, de l’époque, comme Miguel de Unamuno, Ramón Gómez de la Serna, Antonio Machado, Gregorio Marañón, Fernando de los Ríos etc., la Revista de Occidente était un « centre où l’on portait haut la bannière de  la conscience civique et des nouvelles tendances humanistes — [qui m’a apporté des] amitiés qui ont perduré tout au long de ma vie ».
Federico García Lorca dit à propos de Verbenas : « ce sont les tableaux que j’ai vus peints avec le plus d’imagination, d’émotion, de sensualité et de tendresse », et il fut le seul à percevoir le message dissimulé dans l’absence de couleur des Estampas, puisqu’il les appela des « annonces nécrologiques ». L’artiste elle-même, amenée un jour à commenter sa propre œuvre, déclara que « les fêtes populaires sont une révélation païenne et expriment le désaccord avec l’ordre existant ». À propos des conceptions artistiques sous-jacentes à ses Verbenas et Estampas, elle écrivit encore :

« Ma plastique est un processus qui évolue constamment. Elle est un développement dynamique dans la forme et dans le contenu. Elle a son origine dans l’art populaire espagnol, qui est la véritable tradition de ma patrie. L’art populaire est la représentation lyrique de la force créatrice de l’homme, du pouvoir d’édification du peuple, qui produit des choses de proportions, de formes et de couleurs inventées : créations magiques aux mesures exactes [...] À une humanité nouvelle correspond un art nouveau. Parce qu’une révolution artistique ne se contente pas seulement de trouvailles techniques. Le vrai sens qui produit un art nouveau et intégral est, à côté d’une connaissance scientifique solide et d’un métier manuel sûr, l’apport d’une iconographie, pour une religion vivante, pour un nouvel ordre. L’artiste doit préparer l’avènement des nouvelles tendances, en donnant forme définitive à celles de son temps. L’art est, consciemment ou inconsciemment, de la propagande. L’art révolutionnaire est une arme qu’emploie une société consciente contre une société décomposée. »

### Cloacas y campanarios
En 1932, pendant son séjour à Paris, qui se prolongea sur plusieurs mois, Maruja Mallo exposa à la galerie Pierre Loeb, lieu d’exposition attitré des surréalistes, 16 peintures à l’huile de la série Cloacas y campanarios (Cloaques et Clochers). Cette exposition reçut les éloges des plasticiens surréalistes, et André Breton, resté admiratif, acquit un de ces tableaux, Espantapájaros (Épouvantail), toile parsemée de spectres, considérée aujourd’hui comme l’une des œuvres vedette du mouvement surréaliste.
Sa peinture, qui jusque-là avait été d’un coloris intense et d’un puissant dynamisme, tendit à présent, alors que le degré de confluence de sa création avec le surréalisme était au plus haut, vers une composition plus sobre. Par suite de ses contacts avec le mouvement, et marquant le début de sa période surréaliste, un changement radical s’était opéré dans son art, lequel était passé d’un caractère jovial et ludique à une peinture monochromatique, peuplée de figures fantasmatiques mais aussi de déchets censés figurer la marginalité et le déracinement social. Dans cette nouvelle esthétique du sordide s’exprimait le ressentir d’une génération qui éprouvait une fascination particulière pour la putrescence, ce dont témoignent de nombreux spécimens picturaux, réalisés sur des supports divers, parmi lesquels les premières toiles de Dalí vouées à cette thématique, telles que par exemple La miel es más dulce que la sangre (littér. le Miel est plus doux que le sang), de 1927, aujourd’hui en un lieu inconnu, le film Un chien andalou, réalisé par le même en collaboration avec Buñuel, ou la littérature produite dans ces années-là par Miguel Hernández, Rafael Alberti, Gil Bel ou García Lorca lui-même. Les promenades qu’avaient faites Maruja Mallo avec ses compagnons de l’école de Vallecas les avaient conduits dans des paysages misérables de la banlieue madrilène, où la ville finissait et où commençait la déperdition et le dénuement, en syntonisation avec les entrelacs ferroviaires et avec une nature chargée là-bas d’un intense tellurisme géologique. Les membres de ladite école s’exprimaient sur la toile au moyen d’une peinture sombre, obtenue en mêlant à l’huile un ensemble de matières recueillies sur place, telles que cendre, terre, chaux, soufre, etc. Il en résulte des paysages lugubres, où pullulent squelettes d’animaux, lambeaux de tissus, bouts de papier, et précaires épouvantails se cabrant au vent et conférant une apparence de vie à un espace de mort : le cimetière de la grande ville.
Maruja Mallo déclara au sujet de cette série :

« À ce moment-là, j’étais intéressée par la nature éliminant les immondices, par la terre incendiée et embourbée. Les cloaques frappés par le vent. Les clochers rebattus par les intempéries. Le monde des choses qu’elle [la nature] forme, contre lesquelles je butais fréquemment dans les gares de banlieue, est la base fondamentale du contenu de mon travail de ce moment-là. Sur le sol se lève une auréole de décombres. Dans ces panoramas désolés, la présence de l’homme apparaît dans les traces, dans les vêtements, dans les squelettes et dans les morts. Cette présence humaine, à la réalité fantasmique, qui surgit au milieu du tourbillon des détritus, s’ajoute aux pierres secouées, aux espaces couverts de cendre, aux surfaces inondées par la vase, habitées par les végétaux les plus revêches et explorées par les animaux les plus agressifs. À cette nature terrestre, à ces campagnes défaites s’associent les temples chamboulés, les images détruites, les habits ecclésiastiques agonisants, les machines et les armes en ruines. »

### Architectures minérales et végétales
À son retour à Madrid en 1933, Maruja Mallo révisa une nouvelle fois ses conceptions plastiques, comme l'attestent les vignettes réalisées par elle à partir d’avril de cette même année pour figurer sur les couvertures de la Revista de Occidente. Ces œuvres dénotent une quête de synthèse, obtenue en portant au jour l’essence géométrique et structurelle d’un groupe de fruits de nature diverse — poires, pommes, courges, oranges, céréales, etc.
Maruja Mallo avait fait la connaissance de Miguel Hernández, qui, arrivé à Madrid en 1931, accompagna l’artiste peintre dans ses promenades et randonnées à travers la campagne de Vieille-Castille. Le fruit de ces périples sont les séries Arquitecturas minerales et Arquitecturas vegetales, où se manifeste l’intérêt de Maruja Mallo pour la nature, sous les espèces ici d’un ensemble d’abstractions à partir d’éléments naturels, tels que pierres et fossiles (les architectures minérales) et fruits (les architectures végétales), et où elle s’attachait à sonder l’ordre géométrique interne de la nature. Les Arquitecturas sont des peintures à l’huile exécutées à la spatule, comportant une palette de couleurs restreinte et où l’artiste s’applique à mettre en évidence la texture des choses. Le processus de synthétisation auquel les formes étaient soumises confère aux toiles une allure héraldique. Du point de vue de la composition, Du point de vue de la composition, Maruja Mallo organisa la surface des tableaux en trois zones se distinguant l’une de l’autre par des teintes monochromes, et que leur texture concourait à différencier : le motif principal — végétal ou minéral — est rendu à l’aide de contours noirs appuyés, et doté d’un relief simple par un exhaussement où la couleur joue un rôle important ; dans un deuxième plan, qui fait défaut dans quelques tableaux, des formes organiques abstraites agissent comme support spatial au motif principal ; ces deux plans enfin se détachent sur un fond monochrome qui contraste avec eux, mais toujours au sein de la même gamme chromatique.
Maruja Mallo nous explique comme suit la genèse de cette série :

« La nature est ce qui commence à m’attirer : découvrir un nouvel ordre. L’ordre est l’architecture intime de la nature et de l’homme, la mathématique vivante du squelette. Dans la nature, limpide et mystérieuse, spontanée et construite, dépourvue de fantasmes anachroniques, j’analyse la structure des minéraux et des végétaux, la diversité des formes cristallines et biologiques, synthétisées en un [ordre] numérique et géométrique, dans un ordre vivant et universel… Créer comme la nature. »

Ailleurs, elle précise :

« La construction d’un tableau ou d’une architecture possède ses lois fixes comme la structure de l’homme et des planètes [...] J’observe les constructions rurales, la structure intime des fruits et des épis, l’architecture des minéraux de nos campagnes d’Espagne. Je découvre qu’un ordre numérique et géométrique régit toutes ces structures, domine l’univers. Je cherche l’expression de cet ordre, de cette harmonie, de l’équilibre régi par le nombre. Je pense alors que le tableau est aussi une création organique [...] Dans la nature, il y a deux canons. Le canon minéral et celui biologique. Dans les deux, il y a une leçon de géométrie, de mathématiques. De mathématiques au sens strict dans tel cas, de mathématique vivante dans tel autre. L’art grec s’appuie sur cette mathématique vivante. Les cathédrales en revanche s’appuient sur ces mathématiques statiques. Ces manifestations, je les appelle art classique… Il n’y a pas une ligne dans un de mes tableaux qui n’obéisse au tracé directeur, au squelette géométrique qui sert d’échafaudage à la représentation du tableau [...] Mes dernières choses sont le résultat d’un processus, ce que moi j’appellerais le processus biologique d’un tableau [...] Ces lois qui régissent ma peinture lui donnent un caractère universel. J’aspire à ce que les thèmes soient eux aussi universels. »

### Construcciones rurales
Les Constructions rurales, dessins d’aspect nettement architectonique, ont probablement trouvé leur origine dans le contact de Maruja Mallo avec une esthétique populaire associée au monde de la céramique et dans le séjour de l’artiste en milieu rural en Castille à partir de 1933. Il s’agit de constructions renvoyant à des formes anthropomorphes, zoomorphes et végétales, adoptant un aspect d’armature à forte propension constructiviste. D’autre part, ces dessins présentent également un net caractère de mise en scène, d’ailleurs effectivement matérialisé, pour quelques-unes de leurs composantes, dans sa Plastique scénographique, qu’elle montra dans une exposition individuelle tenue en 1936 pour le compte d’ADLAN (Amigos de las Artes Nuevas) à Madrid. Par ces scénographies et figurines, en consonance avec les séries Arquitecturas minerales, Arquitecturas vegetales et Construcciones rurales, Maruja Mallo cherchait à façonner celles-ci selon trois dimensions au moyen de constructions en matières végétales et en céramique se découpant sur des arrière-plans en rapport avec les tableaux concernés.

### La religión del trabajoetCabezas de mujer
Lors de son voyage vers l’exil argentin, le 9 février 1937, à bord du vapeur postal Alcántara, naviguant sous pavillon britannique, Maruja Mallo emportait des ébauches de la Religion du travail, série innovante, où elle devait mettre en œuvre toutes ses obsessions d’artiste — la nature, l’ordre et la vie —, clefs de son style définitif. Les tableaux les plus emblématiques de cette série, dont le thème principal est le travail, sont Sorpresa del trigo, de 1936, amorce de la série, œuvre d’une grande intensité poétique, et Arquitectura humana, de 1937,.
Sorpresa del trigo met en scène les yeux étonnés d’une femme en contemplation devant le mystère de trois épis de froment qui jaillissent de ses doigts, et tenant dans sa main gauche trois semences, lesquelles semblent, en germant, faire naître un autre tableau de la série, Canto de las Espigas (littér. Chant des épis, de 1939). Aux yeux de Maruja Mallo elle-même, Sorpresa del trigo était son tableau le plus important, son Guernica à elle.
La série, qui s’inscrit dans l’esthétique nouvelle adoptée par elle en Espagne, et inaugurée avec le tableau Sorpresa del trigo, se compose de sept peintures à l’huile figurant dans un registre épique et sur un mode héraldique les travailleurs de la mer et de la terre. Maruja Mallo, ici plus que jamais ailleurs dans son œuvre, s’appliqua à une composition rigoureuse régie selon des principes constructivistes et classiques. La forme se plie à des ordonnances harmoniques déterminées par le nombre d'or, adoptant une configuration symétrique que seuls viennent altérer quelques motifs accessoires. À l’opposé d’une conception proche de l’abstraction, qui avait été celle d’Arquitecturas minerales et d’Arquitecturas vegetales, la série La religión del trabajo tend à en revenir à un art plus figuratif, aux caractéristiques similaires à ses Verbenas, c’est-à-dire plus apparenté à une esthétique Art déco imprégnée par le réalisme magique prévalant dans les années 1920. Quant aux arrière-plans, Maruja Mallo sut préserver la sobriété neutre propre à ses Arquitecturas minerales y vegetales, pour en faire des champs uniques monochromes. La série La religión del trabajo aura son prolongement — quoiqu’avec un contenu sensuel plus prononcé — dans une série intitulée Cabezas de mujer (littér. Têtes de femme). Ces portraits « bidimensionnels » (face et profil juxtaposés), têtes féminines réalisées entre 1941 et 1951 pendant son séjour en Argentine, correspondent à des images très structurées, qui s’appuient sur un dessin précis et sur un sens aigu de la forme géométrisée et architecturale, tardive retombée de son appartenance au Grupo Constructivo de Torres-García en 1933. Dans ces visages, d’un caractère plastique stylisé, où prédominent les rondeurs, les regards hypnotiques sont ce qui frappe d’abord.

### Naturalezas vivas
Les séjours répétés effectués par Maruja Mallo sur les plages uruguayennes de Punta del Este et de Punta Ballena, de même que sur celle argentine de Mar del Plata entre 1940 et 1944, lui inspireront sa nouvelle série Naturalezas vivas (littér. Natures vivantes), titre qui, suggérant un rapport antinomique avec le genre de la nature morte, laisse entrevoir un optimisme et une vitalité délibérés. Algues, coquillages et fleurs apparaissent sur la toile disposés selon des arrangements harmoniques et sur un mode héraldique, en se découpant sur des arrière-fonds ondoyants marins ou célestes.

### CinémaLos Ángelesde Buenos Aires

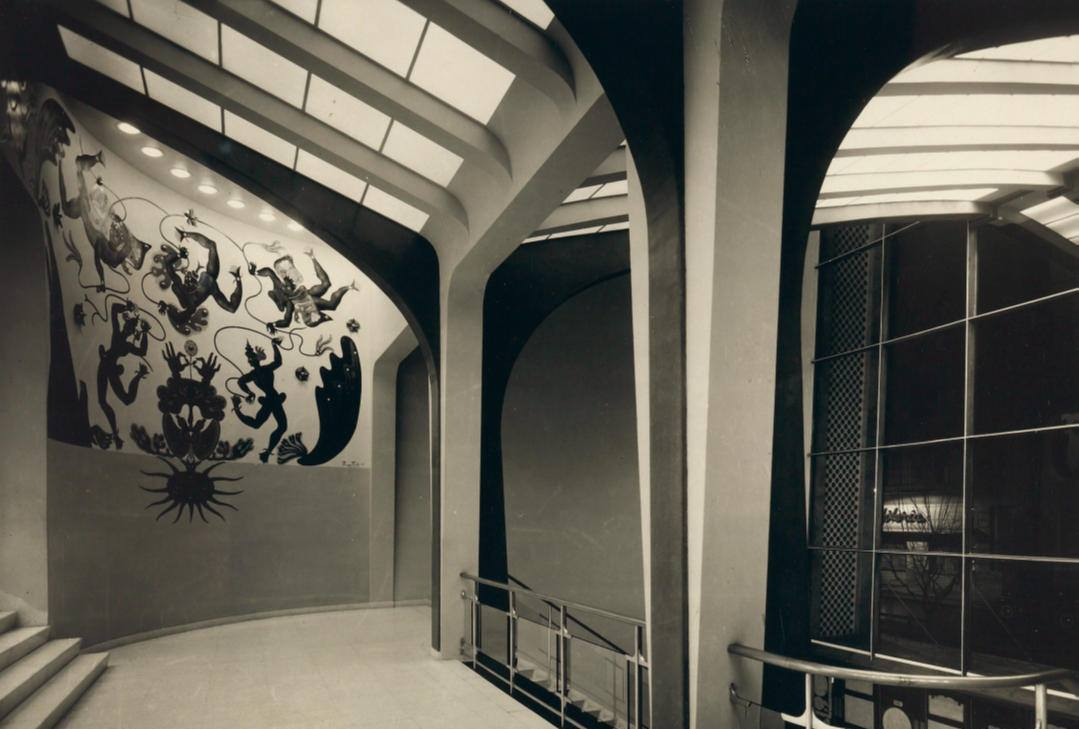
Vue intérieure du cinéma Los Ángeles, avec peintures murales de Maruja Mallo.

Maruja Mallo reçut une commande portant sur trois peintures murales pour le cinéma Los Ángeles (aujourd’hui disparu) situé autrefois Avenida Corrientes à Buenos Aires. Les ébauches qu’elle réalisa dénotent une rupture avec le statisme qui avait caractérisé les dernières en date de ses séries, à savoir La religión del trabajo et Cabezas de mujer. Il s’agit d’une chorégraphie dynamique faisant intervenir des êtres — sirènes, atlantes et ballerines —  qui, davantage qu’à des anges, feraient songer à des êtres issues de civilisations englouties, certains de ces êtres présentant des traits incaïques ou crétois. Ces figures volantes, exécutant une danse harmonique sous-marine, sont disposées selon des compositions en spirale ou en svastika, engendrant une forte impression de mouvement, accentuée encore par l’apesanteur et l’absence de tout arrière-plan apte à leur servir de support ; seuls des motifs végétaux et animaux, placés en lisière de l’œuvre, délimitent le cadre de leurs mouvements désarticulés.

### Los moradores del vacío
La série Los moradores del vacío (littér. Les Résidents du vide) fut l’ultime période de Maruja Mallo et met en images une thématique devenue pour elle obsession. Le monde sidéral, d’étranges vaisseaux et des êtres extraterrestres sont les motifs de ce singulier univers créatif.

### Inventaire des principales œuvres
- La Verbena (1927)[26]
- La kermesse (1928)
- Canto de las espigas (1929)[26]
- La huella (1929)
- Tierra y excrementos (1932)[26]
- Sorpresa en el trigo (1936)[26]
- Figuras (1937)[26]
- Cabeza de mujer (1941)
- Máscaras (1942)
- Série Las naturalezas vivas (1942)
- El racimo de uvas (1944)
- Oro (1951)
- Agol (1969)
- Geonauta (1975)
- Selvatro (1979)[26]
- Concorde (1979)[26]
- Máscara tres-veinte (1979)[26]
- Airagu (1979)[26]
- Acróbatas macro y microcosmos (1981)[26]
- Acróbatas (1981)[26]
- Protozaorios (1981)[26]
- Panteo (1982)[26]
- Acróbata (1982)[26]
- Protoesquema (1982)[26]
- Razas (1982)[26]
- Viajeros del éter (1982)[26]

### Écrits de Maruja Mallo
- (es) Maruja Mallo, « Plástica escenográfica », Gaceta de Arte, Tenerife,‎ mars 1935
- (es) Maruja Mallo, « Entrevista », Mundo Uruguayo, Montevideo,‎ 25 septembre 1941
- (es) Maruja Mallo, « La ciencia de la medida y otros temas », Nuevo Continente, Buenos Aires, vol. 1,‎ 1947
- (es) Maruja Mallo, « La plástica », O.U. Revista de Cultura Moderna, Mexico,‎ août-septembre 1936
- (es) Maruja Mallo, « Proceso histórico de la forma en las artes plásticas », Grafos, La Havane,‎ novembre-décembre 1937

## Prix et hommages

### Prix
Au cours de la décennie 1980, elle se vit proposer plusieurs expositions et décerner divers prix, à savoir : 
- la Médaille d'or du mérite des beaux-arts, par le ministère espagnol de la Culture, en 1982[27] ;
- le prix des Arts plastiques de Madrid, en 1982 ;
- la Médaille d'or de la Communauté de Madrid, en 1990 ;
- la Médaille de Galice, en 1991.

En 1992, à l’occasion de son 90e anniversaire, une exposition fut organisée à la galerie Guillermo de Osma à Madrid, montrant pour la première fois des séries de tableaux peints par elle pendant son exil aux Amériques. En 1993 se tint une grande rétrospective à Saint-Jacques-de-Compostelle, à l’occasion de l’inauguration du nouveau Centre galicien d’Art contemporain, exposition transférée ensuite vers le musée des Beaux-Arts de Buenos Aires.
Maruja Mallo s’éteignit le 6 février 1995 à Madrid, à l’âge de 93 ans. Sa dépouille fut incinérée au cimetière de La Almudena et ses cendres furent dispersées dans la baie de La Mariña lucense, dans le nord de la Galice.

### Hommages

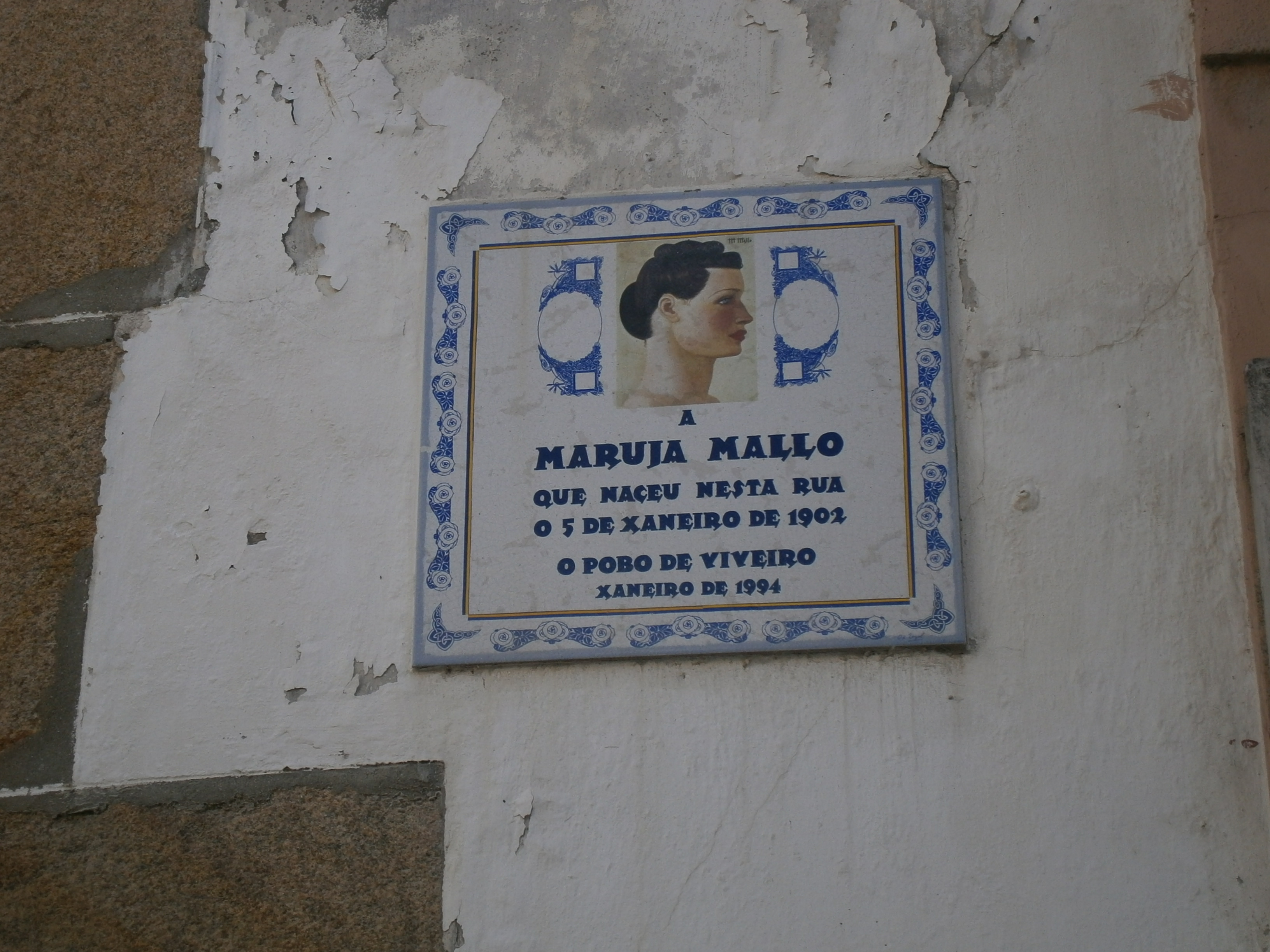
Plaque commémorative sur la maison natale de Maruja Mallo à Viveiro.

À Viveiro, sa ville natale, il a été envisagé de construire un musée permanent et un centre d’étude de son œuvre. Une avenue a été baptisée à son nom dans le district madrilène d’Hortaleza. En outre, on trouve des rues appelées de son nom dans plusieurs villes d’Espagne, entre autres Almería, Estepona et Mérida.
L’édition 2017 de la Journée des arts galiciens fut dédiée à Maruja Mallo sur décision de la Real Academia Galega de Belas Artes (Ragba).

### Citations à propos de Maruja Mallo
« Maruja Mallo, entre Verbena et Épouvante, toute la beauté du monde peut se loger au-dedans de l’œil, ses tableaux sont ceux que j’ai vus peints avec le plus d’imagination, d’émotion, de sensualité et de tendresse. »

— Federico García Lorca

« Les créations étranges de Maruja Mallo, parmi les plus considérables de la peinture actuelle, [constituent] une révélation poétique et plastique originale ; « Cloacas » et « Campanarios » sont des précurseurs de la vision plastique informaliste. »

— Paul Éluard

« L’œuvre de Maruja Mallo a donc bien mérité le coup de pouce de la Revista de Occidente. Et elle l’a mérité avant tout par la haute qualité intrinsèque de son talent, selon le critère psychologique, indépendamment des manifestations picturales par quoi ses facultés s’extériorisent, car, bien que ces manifestations soient certes de grande valeur et admirables, ce qui véritablement importe chez elle, comme chez n’importe quel artiste moderne, est la pure génialité — l’indice de pure génialité, ce qu’elle a à nous dire de neuf, plus que la manière de le dire.

Et Maruja Mallo a du talent d’abord, et ensuite peint. »

— Antonio Espina, La Gaceta Literaria, 1er juin 1928.

#### Notices et bases de données
- Ressources relatives aux beaux-arts :   - AGORHA
  - Bénézit
  - Delarge
  - Grove Art Online
  - Musée national centre d'art Reina Sofía
  - Museo Nacional de Artes Visuales
  - MutualArt
  - RKDartists
  - Union List of Artist Names
- Ressource relative à la recherche :   - Dialnet
- Notices dans des dictionnaires ou encyclopédies généralistes :   - Diccionario Biográfico Español
  - Dictionnaire universel des créatrices
  - Gran Enciclopèdia Catalana
- Notices d'autorité :   - VIAF
  - ISNI
  - BnF (données)
  - IdRef
  - LCCN
  - GND
  - Espagne
  - Israël
  - Catalogne
  - Tchéquie
  - WorldCat

#### Autres liens
- (es) Éléments de biographie de Maruja Mallo
- Article d’Isabel Rubín Vázquez de Parga
- (es) El salto, œuvre de  Maruja Mallo de la collection Colección Fundación Caixa Galicia
- Entretien avec Maruja Mallo, par Paloma Chamorro sur RTVE (1979).
- Maruja Mallo dans l’édition du 14 avril 1980 de l’émission de la TVE A fondo, avec Joaquín Soler Serrano.
- (es) Antonio Garrido Moreno, « Ana María Gómez y González (dans Diccionario Biográfico Español) », Madrid, Real Academia de la Historia, 2018 (consulté le 24 février 2020)